# ヴェスタル (給炭艦)
ヴェスタル (英語: USS Vestal, AR-4）は、アメリカ海軍の給炭艦。後に工作艦へ改装された。艦名は、ローマ神話の竈の女神であるウェスタの英語読みである。
ヴェスタルは1913年の就役後、工作艦として第一次世界大戦および第二次世界大戦双方に参加して活躍した。

## 艦歴

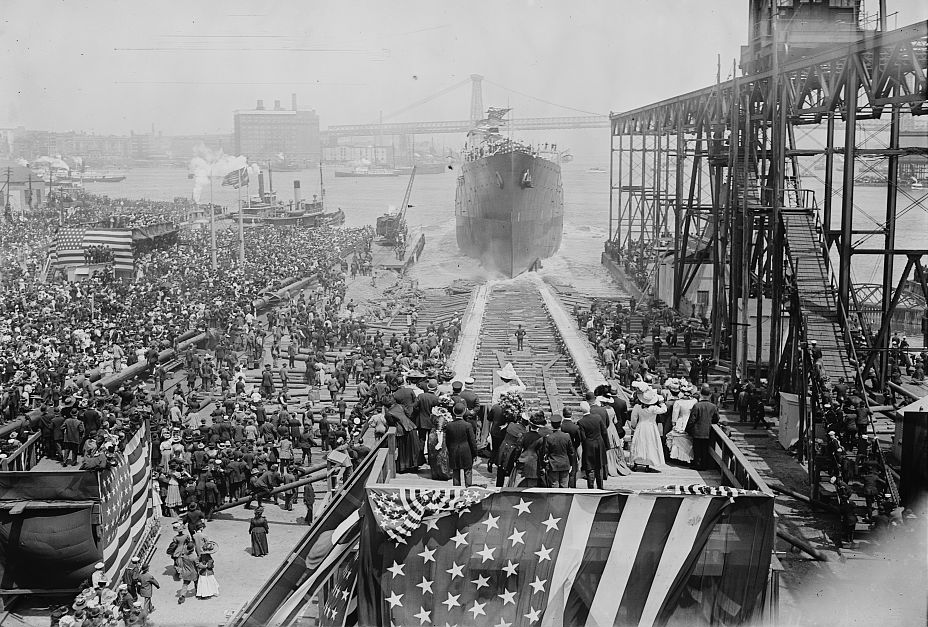
ヴェスタルの進水式。1908年5月19日撮影。

ヴェスタルは1904年4月17日に「エリー」（Erie、第1号艦隊給炭艦）として計画されたが、1905年10月に「ヴェスタル」と改名されてニューヨーク市ブルックリンのブルックリン海軍工廠で1907年3月25日に起工、1908年5月19日に進水し1909年10月4日に工廠において民間人乗員の下で給炭艦として就役した。

## 給炭艦から工作艦へ
ヴェスタルは給炭艦として1909年秋から1910年夏にかけて大西洋および西インド諸島近海で活動した。大西洋艦隊艦艇への石炭補給任務のためヨーロッパで行動後、フィラデルフィア海軍造船所へ戻ったヴェスタルは1912年10月25日にボストン海軍工廠で解役された。ヴェスタルは1年近い改装を受けた後、1913年に工作艦としてエドワード・L・ビーチ・シニア中佐（映画「深く静かに潜航せよ」の原作小説で知られるエドワード・L・ビーチ・ジュニア大佐の父）の指揮の下で再就役した。
改装完了後、10月26日にバージニア州ハンプトン・ローズへ向かったヴェスタルは10月29日から11月10日まで慣熟訓練を行う。フロリダ州キーウェストで11月14日に石炭を積み込み後、ヴェスタルはペンサコーラへ移動し、ここを拠点に大西洋艦隊所属艦艇の整備を担った。1914年春にメキシコのベラクルス港占領へ他の艦艇と共に参加するまでの間、ヴェスタルは大西洋艦隊における東海岸と西インド諸島での任務を継続した。ヴェスタルは5月2日から9月20日までベラクルスで修理任務に就いた後、軽巡洋艦セーラム（USS Salem, CL-3）の護衛の下でオーバーホールのためボストンへ移動した。1914年12月当時、ヴェスタルの士官は艦長U・T・ホームズ中佐、副長L・J・コネリー少佐、幕僚E・G・オバーリン大尉およびF・M・パーキンス大尉という構成であった。
ヴェスタルはそれからバージニア岬とキューバのグァンタナモ米軍基地沖で活動し、1915年6月10日にボストン海軍工廠へ戻った。さらにニューヨークとロードアイランド州ニューポートに寄港、ボストンで軍需品や食料の積み込みと修理を行った後で1916年5月19日にナラガンセット湾にて艦隊に復帰した。

### 第一次世界大戦
第一次世界大戦にアメリカが参戦すると、ヴェスタルはアイルランドのクイーンズランドへ展開して第1駆逐戦隊（1st Destroyer Flotilla）の駆逐艦へ支援を行う。ヴェスタルは終戦まで現地に留まり1919年に帰還した。

### 戦間期
以降6年間、ヴェスタルは偵察部隊 (Scouting Force) と戦闘艦隊 (Battle Fleet) で活動する。1920年7月17日に全てのアメリカ海軍艦艇にアルファベットと数字を組み合わせた艦番号が付与されたため、ヴェスタルにも工作艦として「AR-4」の艦番号が与えられた。
1925年にヴェスタルは近代化改装を受け、これによって機関が石炭専焼缶から重油専焼缶に換装された。それから程なくして、9月25日に潜水艦S-51（USS S-51）が商船シティ・オブ・ローマ（SS City of Rome）と衝突して沈没する事故が発生。ヴェスタルはS-51の救援活動に加わることになり、1925年10月から12月初めと1926年4月27日から7月5日までS-51の引き上げ作業に参加した。一連の活動の後、S-51は海底から引き上げられた。活動完了を受けて、ヴェスタルは1927年に太平洋艦隊へ移籍した。

### 第二次世界大戦（太平洋戦争）
1940年春のフリート・プロブレムXXI演習によって、太平洋艦隊はハワイの真珠湾へ拠点を移した。ヴェスタルも1941年12月7日の真珠湾攻撃によって太平洋戦争が始まるまでずっと真珠湾で活動していた。
西海岸へ戻ってカリフォルニア州ヴァレーホのメア・アイランド海軍造船所でオーバーホールを実施後、ヴェスタルはその目立たないが重要な任務を再開するために真珠湾へ戻った。そして1941年12月6日、ヴェスタルはフォード島付近のF7埠頭で戦艦アリゾナ (USS Arizona, BB-39) に接舷し12月6日から12月12日までの工程でアリゾナの整備作業を行うことになっていた。しかしその翌日、ヴェスタルはそれまでの艦歴で未だかつて経験したことがない事態に放り込まれることになった。

### 真珠湾攻撃

ヴェスタルが戦艦アリゾナの爆発に巻き込まれた瞬間を捉えた写真。爆炎の左側にヴェスタルの艦首が見える。

1941年（昭和16年）12月7日（日本時間12月8日）午前8時前、突如として日本海軍の南雲機動部隊から発進した艦上機による空襲が始まった。戦艦桟橋に繋留されていたヴェスタルも、空からの攻撃に晒された。午前7時55分にヴェスタルの乗員たちも配置に就き、5インチ砲や艦橋両舷の7.7ミリ機銃へ砲員が取りついた。午前8時5分頃からヴェスタルの3インチ砲が発砲を開始した。真珠湾在泊中の合衆国艦隊において、乗員を戦闘配置につけた最初の艦の一つになった。
村田重治少佐が率いる南雲機動部隊雷撃隊（九七式艦上攻撃機）は戦艦列を狙い、戦艦オクラホマ (USS Oklahoma, BB-37) を狙って外れた魚雷1本がヴェスタルの艦底をくぐりぬけ、アリゾナの艦底で爆発した。
雷撃隊と並行して、淵田美津雄中佐が率いる九七艦攻の水平爆撃隊が、戦艦列の内側の艦艇をめがけて800kg徹甲爆弾を投下した。重要目標である戦艦を狙って投下された爆弾2発が狙いを誤り、ヴェスタルへ命中した。1発は左舷に命中、甲板3層と乗員居住区を貫通して倉庫で爆発。前部弾薬庫へ注水を余儀なくされる火災が発生した。2発目は右舷へ直撃し、大工工房と艤装作業場を突き抜けて艦底に約5フィート（約152cm）の穴を開けて出ていった。
対空砲火を維持することが、このヴェスタルの生き残りをかけた戦いで2番目に重要なことになっていた。だが、3インチ砲は3発目を撃ったところで排莢不良を起こし、さらに修理しようとしていた砲員たちは爆発によって艦外へ放り出されてしまった。
午前8時10分頃、1発の爆弾がヴェスタルの隣にいるアリゾナの右舷側甲板を貫通し、第2砲塔装薬庫で爆発した。これによって隣接する主砲弾薬庫が誘爆したため、アリゾナの前部区画で大爆発が発生する。並んで繋留されていたヴェスタルの艦上に、アリゾナの残骸と、乗組員の遺体が飛び散った。また衝撃でヴェスタルの乗組員をも海上へ吹き飛ばした。その中には、ヴェスタル艦長のカッシン・ヤング中佐も含まれていた。海中に転落したヤング艦長は泳いでヴェスタルに戻り、混乱の中で誰かが発した総員退艦命令を取り消す。彼は「おい、俺たちでこの艦を動かすぞ」と言った。幸運にも、機関長がまさにそのような命令を予想しており、すでに機関科員たちがボイラーの蒸気圧を上げようと悪戦苦闘していた。

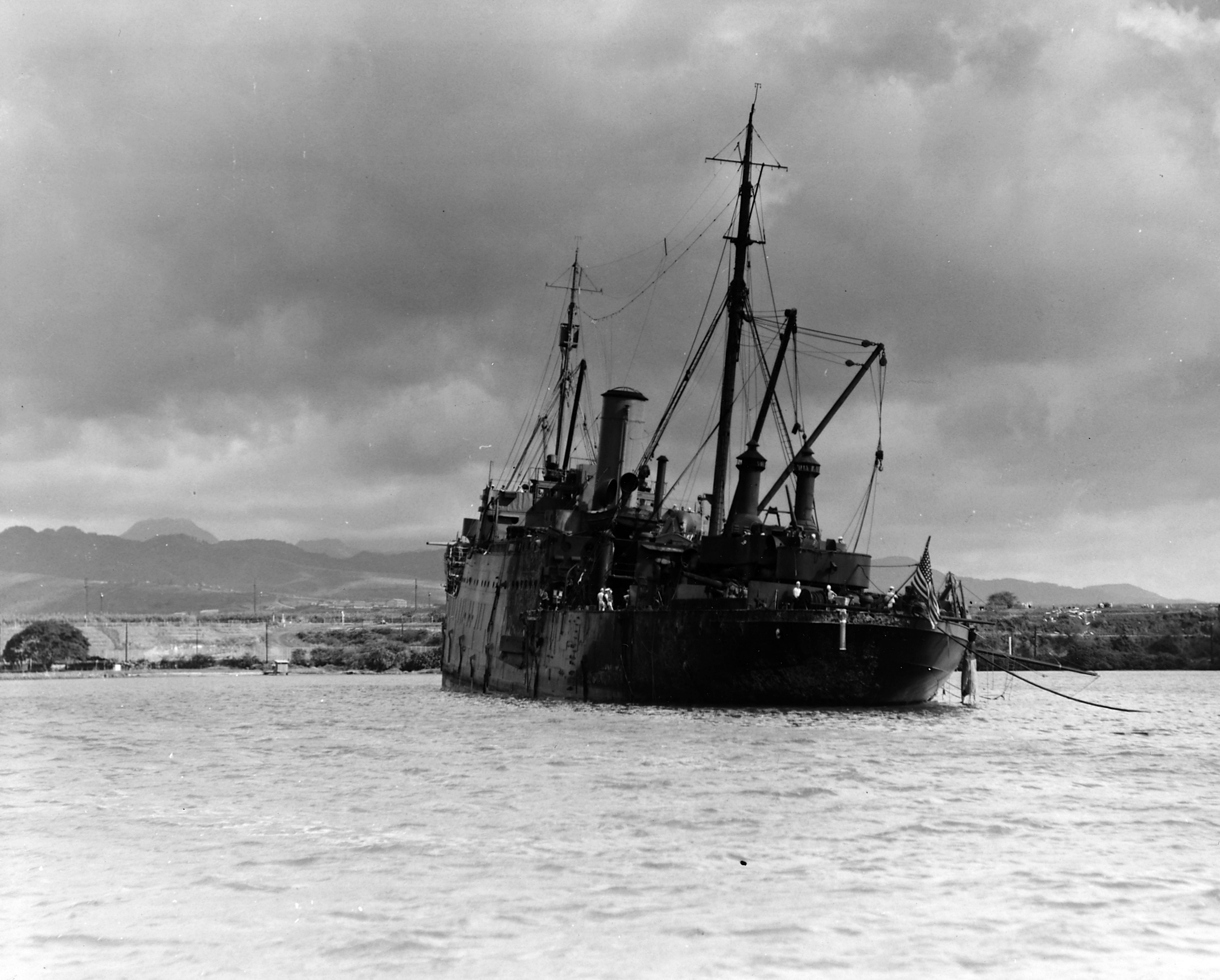
攻撃後、沈没を避けるために擱座したヴェスタル。

爆発はアリゾナの裂けた燃料タンクから漏出した重油を引火させ、ヴェスタルの艦尾から艦体中部にかけて火災を起こさせた。ヴェスタルの乗員は午前8時45分にヴェスタルとアリゾナを繋いでいるロープを斧で切断し、機関の力だけでヴェスタルを移動させようとした。ちょうどそこへ、ほんの数ヶ月前までヴェスタルで勤務していた元乗員が艇長を務める曳船ホガ (Hoga, YT-146) が駆け付け、ヴェスタルの舳先を押して燃え盛るアリゾナから離してくれた。危険から遠ざかりつつあったものの、一方で徐々にヴェスタルの艦体は右舷に傾き、艦尾から沈下しつつあると思われた。ヤング艦長は、ヴェスタルを転覆させないよう努力せねばならなくなった。午前9時10分、ヴェスタルはマクグリュー・ポイント沖の水深35フィート（約11m）地点に停泊した。
艦尾の喫水は27フィート（約8m）、傾斜も6.5度まで増大したことを受けて、ヤング中佐は更なる対応を命じた。「艦の不安定な状況を鑑みて-」ヤング中佐は戦闘後の報告の中で次のように述べている。「艦の数ヶ所で火災が発生しており、更なる攻撃も予想された故に、艦を擱坐させることに決定したのである」日本の攻撃が去って1時間も経たない9時50分頃、ヴェスタルはアイエア湾に擱坐した。ヴェスタルに対する一連の指揮の功績により、ヤング中佐は名誉勲章を受章した。
ヴェスタルは自らの損傷にもかかわらず、戦闘により損傷を受けた艦艇の救援活動に参加した。ヴェスタルは修理隊を転覆したオクラホマに派遣し、溶接工が艦底に穴を開けて転覆時に艦内に取り残された乗員の救助ができるようにした。日本軍の攻撃後にあって既存の工廠設備は修理で手一杯になっていたため、その後数日間、ヴェスタルの乗員は工作艦としての能力を用いて独力でヴェスタルの復旧作業を行った。ヴェスタルの乗員は水線下の浸水区画から燃料と海水をポンプで排出し、穴を塞ぎ損傷の応急修理を行った。これらは本格的な修理を行う前に終えなければならなかった。

### トンガタプ島での活動
ヴェスタルは修理完了後にしばらく真珠湾で任務に従事した後、1942年8月12日に南太平洋へ向かうように命じられた。ヴェスタルはトンガ諸島のトンガタプ島へ移動し、2週間後の8月29日に到着した。間もなくウォッチタワー作戦が発動され、ソロモン諸島の戦いが始まる重要な時期であった。以降数ヶ月にわたって、アメリカ・オーストラリア・ニュージーランドの連合軍部隊は日本軍に対峙することになった。
トンガタプ島で60日間活動したヴェスタルは、約58隻、沿岸活動4回、963工程の修理活動を完了した。

### 戦艦サウスダコタ修理
戦艦サウスダコタ（USS South Dakota, BB-57）に対する活動は、特に困難だった修理の一つである。サウスダコタは海図に未記載の暗礁に乗り上げ、トンガタプ島へ緊急修理のために入港してきた。
ヴェスタルの潜水夫は9月6日16時から作業を開始して艦の接合部を点検した。たった6名の潜水夫による作業だったが、潜水夫たちは9月7日午前2時まで作業を継続し、艦底に約150フィート（46 m）にわたって伸びる一連の亀裂を報じた。翌9月8日朝までに、ヴェスタルの熟練した工員たちはサウスダコタの乗員たちと共同で、サウスダコタがアメリカ本国へ帰還して本格的な修理を行えるように応急修理を完遂したのだった。

### 空母サラトガ修理
8月31日に日本海軍の伊号第二十六潜水艦に雷撃された空母サラトガ（USS Saratoga, CV-3）が入港してきた時、ヴェスタルの潜水夫は曳船ナバホ（USS Navajo, AT-64）と共に損傷の検査を行い、さらに破孔の成型と補強を行った。冠水した缶室からの排水作業と破孔閉塞のための数トンに及ぶセメントの充填が行われ、トンガタプ島到着から12日目にしてサラトガはアメリカ本国へ戻ることができた。

### 空母エンタープライズ修理
ヴェスタルは10月26日にニューヘブリディーズへ向けて出港したが、途上でニューカレドニアへ目的地を変更され10月31日にヌーメアへ到着した。ヴェスタルの到着はまたとないタイミングであった。なぜならほんの数日前に南太平洋海戦が生起しており、その結果大きな損傷を負った戦艦サウスダコタと空母エンタープライズ（USS Enterprise, CV-6）がヌーメアにいたからである。
エンタープライズの飛行甲板後部には爆弾1発が命中し、30×60フィート（約9.1m×18.3m）の破孔が開いたほか、甲板が約4フィート（約1.2m）の高さに膨れあがっていた。加えて、命中弾は後部エレベータ機械室を浸水させて隔壁を吹き飛ばし、士官室の調度品類を破損させていた。修理が完了する前にエンタープライズは出航を命じられたため、ヴェスタルの士官2名と大勢の修理隊員がエンタープライズに同乗して修理を続け、第三次ソロモン海戦で戦闘に加わるわずか2時間前まで作業を行った。エンタープライズに贈られた殊勲部隊章には、エンタープライズの戦線復帰の功によりヴェスタルからの作業隊も含まれた。

### 戦艦サウスダコタ再修理
ほんの1ヶ月半前にヴェスタルの世話になったばかりのサウスダコタは、エンタープライズと同様に大きな損傷を受けていた。サウスダコタは16インチ主砲塔1基に爆弾1発が命中、弾片による被害を受けたほか戦闘中に駆逐艦マハン（USS Mahan, DD-36）と衝突事故を起こしていた。マハンはサウスダコタの右舷に穴を開けただけでなく、士官室に錨を引っかけていった。ヴェスタルはエンタープライズの緊急修理に大わらわだったにもかかわらず、サウスダコタの修理にも取り掛かった。サウスダコタの右舷水線部にある穴を閉塞し、突き刺さったマハンの錨を取り除いて士官室を修理した。さらに弾片による穴、吹き飛んだハッチや防火扉を塞いで回った。そしてサウスダコタは5日弱で戦闘に戻っていった。

### エスピリトゥサント島での活動

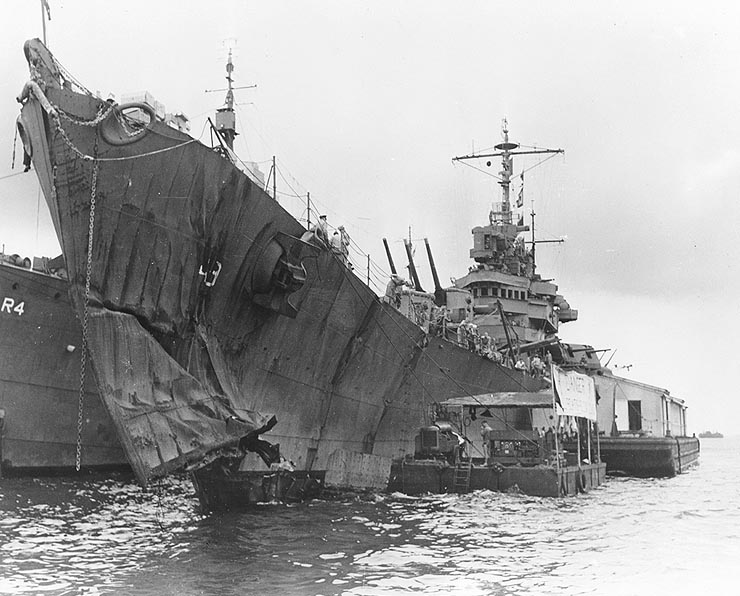
ヴェスタルに寄り添われながら修理を受ける軽巡洋艦セントルイス。1943年7月20日、ツラギにて撮影。

ヴェスタルはヌーメアでの活動で158工程、21隻の修理活動を完了し11月3日に出航、3日後に1年間にわたる修理活動のためにエスピリトゥサント島へ到着した。以降12ヶ月間、ヴェスタルは艦艇279隻、沿岸活動24回の約5,603工程を作業する。それらの中には、1942年終わりから1943年初めにかけて行われたソロモン諸島での激しい海上戦闘により損傷を受けた艦艇へのいくつかの特筆すべき修理作業が含まれた。
それらの作業には、1943年11月13日の第三次ソロモン海戦で被弾した重巡洋艦サンフランシスコ（USS San Francisco, CA-38）（サンフランシスコの被弾により、かつてのヴェスタル艦長であるカッシン・ヤング艦長も戦死した）、ルンガ沖夜戦で損傷したニューオーリンズ（USS New Orleans, CA-32）と、同様に被雷して24フィート×40フィート（約7.3m×約12.2m）の破孔を生じ機関室浸水、推進軸破損の損傷を受けたペンサコーラ（USS Pensacola, CA-24）、後部主砲塔への直撃弾と弾片および衝突による損傷を負ったニュージーランド海軍の軽巡洋艦アキリーズ（HMNZS Achilles, 70）、雷撃と火災を受けた攻撃貨物輸送艦アルチバ（USS Alchiba, AKA-6）が含まれる。
さらに、ヴェスタルは雷撃された軽巡洋艦セントルイス（USS St. Louis, CL-49）とオーストラリア海軍の軽巡洋艦ホバート（HMAS Hobart, D63）、爆撃された攻撃兵員輸送艦ゼイリン（USS Zeilin, APA-3）、そして給油艦タッパハノック（USS Tappahannock, AO-43）やニュージーランド海軍軽巡洋艦リアンダー（HMNZS Leander, 75）なども修理。ヴェスタルはまた、損傷した戦車揚陸艦（Landing Ship, Tank、LST）12隻や多数の小艦艇の修理も行っている。1943年5月27日から6月2日までの期間のみ、ヴェスタルは一連の修理活動を中断して自らの修理を行った。

### 重巡洋艦ペンサコーラ修理

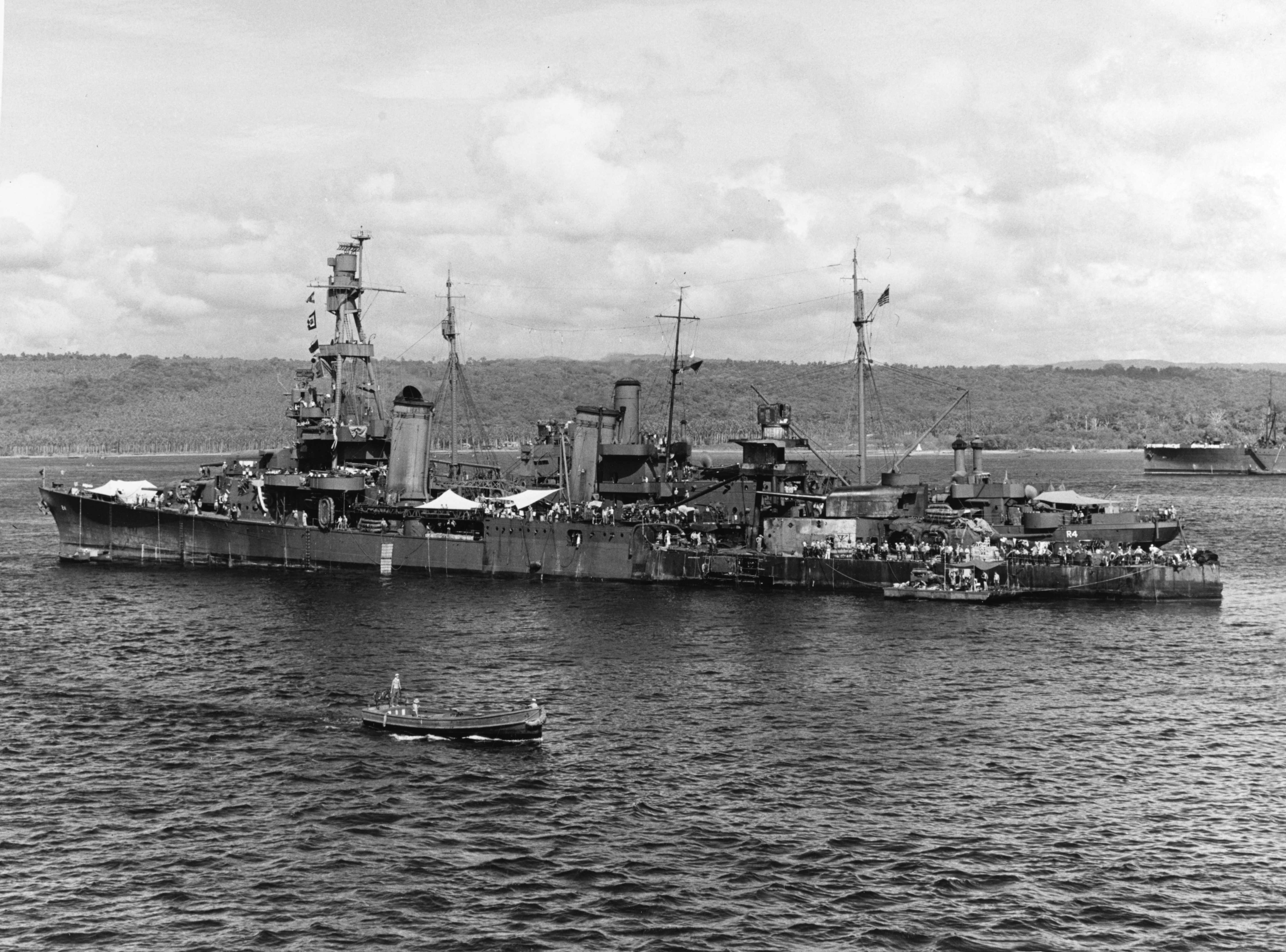
ヴェスタルによって修理を受ける重巡洋艦ペンサコーラ。1942年12月17日、エスピリトゥサント島にて撮影。

ルンガ沖夜戦で大破した重巡洋艦ペンサコーラに対するヴェスタルの修理は、その修理活動でとりわけ称賛されるべきものの一つであった。ペンサコーラに命中した魚雷は艦尾に甚大な被害をもたらした。艦尾は前部とかろうじて繋がっているだけの状態であり、未だに緩やかに揺れ動いていた。少数の骨材、いくつかの艦体の外板、そして推進軸が事実上ペンサコーラの艦尾を繋ぎ留めている全てであった。
ヴェスタルの艦長は後に語っている。「このような任務に立ち会ったAR（工作艦）はいなかった。最善の方法としてどのような手段が採りうるのか、いかなる記録も存在しなかったのである」
しかしながら、試行錯誤と過去の経験から得たいくつかの事実によって、ヴェスタルの工員たちは作業を実行した。浸水区画の水密を保ち、入り込んだ水を汲み出すことができるように、破孔は塞がれて安定性のために補強された。さらに抵抗を減らすために各々7トンあるスクリュー3基も撤去された。
「皆ちょっとした技術兵でなければならない-」ヴェスタルの艦長は語っている。「まだかなり新しい技術であった水中溶接や切断といったこの仕事を行うにあたって出てくる諸問題を理解するためには」ヴェスタルの作業員たちは、歪み、焼き付いた推進軸を撤去して交換するために、スクリューをダイナマイトで発破しなければならなかった。
ペンサコーラの後に来た重巡洋艦ミネアポリス（USS Minneapolis, CA-36）も、艦体中央部に魚雷を受けたほか艦首が75フィート（約23m）にわたって亡失していた。ヴェスタルはミネアポリスの修理も行い、仮艦首を取り付けて本格的な修理のために本国へ帰還できるようにした。
「そうして事態は進んだ-」ヴェスタルの艦長は続ける。「次々と壊れ、捩れ、雷撃され、焼かれた艦艇を、前線に戻るか本土の工廠へ戻れるように修理したのである」

### フィナフティでの活動
1943年11月18日、ヴェスタルはエスピリトゥサント島を出てエリス諸島へ向かい、11月22日に目的地であるフナフティへ到着する。短期間の滞在で、ヴェスタルは艦艇77隻と陸上活動8回の約604工程を完遂。ここでの活動で特筆すべきものには、空母インディペンデンス（USS Independence, CVL-22）に対する修理が挙げられる。

### マーシャル諸島での活動
1944年1月30日にマキン島へ向かったヴェスタルだったが、その途上で行き先はマーシャル諸島へ変更され2月3日にマジュロ環礁へ到着した。そこでは、戦艦インディアナ（USS Indiana, BB-58）との衝突事故で前部に大きな損傷を負った戦艦ワシントン（USS Washington, BB-56）がいた。応急修理作業に30日間はかかると見積もられていたにもかかわらず、24時間体制で修理を行ったヴェスタルの作業隊はわずか10日間で完了させた。その後、ワシントンは本格的な修理を受けるために真珠湾へ旅立った。
ヴェスタルは自らの修理、特にエバポレーターの交換が必要だったため、マジュロを出て真珠湾経由でメア・アイランド海軍造船所へ向かった。修理に合わせて、ヴェスタルには新装備の追加、変更、全体的なオーバーホールそして斑状の迷彩塗装が施された。ヴェスタルは9月8日にメア・アイランドを出航、カロリン諸島へ向かう。ヴェスタルは真珠湾とエニウェトク環礁を経由して1944年10月15日にウルシー環礁に到着したが、エニウェトク環礁からはコンクリート船クロマイト（Chromite）と海軍の弾薬バージYF-254の曳航も行っている。

### ウルシー環礁での活動
ウルシー環礁での修理活動で、ヴェスタルは戦艦14隻、空母9隻、巡洋艦5隻、駆逐艦5隻、タンカー35隻、その他海軍・民間船舶を含む合計149隻の2,195工程を完了させた。その中で最大の修理活動は、11月3日夜にサンベルナルジノ海峡沖で伊号第四十一潜水艦による雷撃を受けた軽巡洋艦リノ（USS Reno, CL-96）に対するものである。ここでもヴェスタルの工員は急速かつ効率的な修理を行い、リノが本土の工廠で本格的な修理を行えるように短期間で応急修理を完了させた。

### サイパン島と沖縄での活動
1945年2月25日、ヴェスタルはマリアナ諸島への航海中であり、2日後にサイパン島へ到着したヴェスタルは以降2ヶ月以上にわたって修理任務を行った。そこでは主に硫黄島の戦いに用いる揚陸艦艇の修理に従事した。サイパン島滞在中の1945年4月1日に沖縄戦が始まり、1ヶ月も経たないうちにヴェスタルは慶良間諸島へ移動して5月1日に到着した。
5月の間、ヴェスタルは神風特別攻撃隊による攻撃で損傷した艦艇へ59回の修理を実施した。一連の戦闘経験から、特攻機に対する最大の防御は全艦が煙幕を展開して低く垂れこめた巨大な雲を作りだし、その姿を隠すことであると証明された。この目的のために、ヴェスタルは煙幕発生器と燃料入りのドラム缶を積んだ2隻のボートを用意した。さらに、艦首から海中に投じると15分間にわたって吐き気を催す悪臭の濃厚な白煙を放つ煙幕ポッドも用意された。特攻機に対する備えだけでなく、密かに艦艇へ泳ぎ寄って爆薬や機雷を仕掛けようとする敵兵がいないか甲板上の見張りが目を光らせていた。
慶良間諸島の活動で、ヴェスタルの大きな作業は損傷した駆逐艦の修理であった。それらには特攻機によって被害を受けた駆逐艦ニューコム（USS Newcomb, DD-586）とエヴァンズ（USS Evans, DD-552）の修理が含まれる。
ヴェスタルは6月半ばまで慶良間諸島に留まっていたが、6月23日、後にアメリカ側によって「バックナー湾」と改名されることになる中城湾へ移動し同日午後に到着する。そしてヴェスタルは戦争の残りの期間をそこで過ごすことになった。1945年8月10日20時55分、日本が降伏を受け入れようとしているという衝撃的な知らせが飛び込んできた。
「打ち上げられる花火の展示がとても素晴らしく、勝利の感触は非常に大きかったため、いったん緊張が壊れてしまうと1945年8月15日8時5分に受け取った真の平和の知らせは、熱狂のさざめきを生むことはほとんどなかった。それでも、勝利の精神は全乗員の心と対話の中で最上のものであった」

### 戦後
日本の降伏後、艦隊にとって主たる危険は台風であった。V-Jデイ（対日戦勝記念日）前、ヴェスタルは2度中城湾を出ていた。そして9月16日、ヴェスタルは3度目の出航をしたが、翌日に風速68ノット（126km/h）の暴風と波浪に見舞われたため港へ引き返すことになった。
ヴェスタルは28日に4度目の出航に備えて、荒天による損傷の修繕を行った。第104支援隊（Service Division 104）からの命令を受け取り、ヴェスタルは抜錨して15時ちょうどに中城湾から外洋を目指した。ガラスのような海、ジメジメした空気、下がる気圧計は、容赦のない暴力的な敵、海と風が艦に接近していることを示していた。
商船フリートウッド（Fleetwood）とケニヤン・ヴィクトリー（Kenyan Victory）がヴェスタルの艦尾から800ヤード（約730m）の位置につき、ヴェスタルが先頭の単縦陣を組んで沖縄東方海上の巨大な暗雲から逃げるために西へ向かった。ヴェスタル艦長H・J・ポール大佐が指揮官を務める4隻の船団は再編成され、今や7隻になっていた。船団の各船は動揺を減らすために凄まじい風に真正面から向き合い、損傷や最悪の損失を防ぐために巧みに操艦を行った。3日後の午後遅くには、ポール艦長はヴェスタルを安全かつ無傷で中城湾へ入港させることができた。
この台風からの特別な回避行動は、次に来たものと比べて現実的な演習であったと証明された。10月6日、ヴェスタルは阿久根台風の警告を受けた。これは直径400マイル（約640km）、中心風速100ノット（190km/h）の熱帯低気圧であり、西北西へ17ノット（31km/h）の速度で移動していた。
10月7日0時15分、ヴェスタルと中城湾にいる他の全艦艇は、1時間の通告で台風対応計画「X線」を実行する準備をするようにという命令を受けた。午後の半ば頃から順次それらの命令が届き始め、船団は各船が生き残るための行動を開始した。最初に出航したのはヴェスタルであり、その老いた工作艦は16時に港口を出て東へ向かった。最終的に、潜水母艦ビーバー（USS Beaver, AS-5）、商船ホープ・ヴィクトリー（Hope Victory）、グレイズ・ハーバー（Grey's Harbor）そしてエッソ・ロチェスター（Esso Rochester）がヴェスタルに続いた。
海が波立ち、風が強まり、気圧計が下がった10月8日も、ヴェスタルは東への進路を取り続けた。台風が他に類を見ない勢力で沖縄を襲った10月9日、ヴェスタルは最高40フィート（約12m）の大波と50から65ノット（120km/h）の強風の中を航行していた。何とか中城湾へ入港する望みを繋ぐべく、10月10日もヴェスタルは強風の中を西へと進み続けた。

### LSM-15乗員の救助
10月10日14時5分、中城湾へ向かうヴェスタルの艦橋にいた信号手が、左舷艦首方向と右舷中央に救命筏を発見し、それからすぐに新たな叫び声が聞こえた。数千ヤード先で波に翻弄される小さな黒点をかろうじて確認し、やがてそれは前日の晩に嵐のため沈没した中型揚陸艦LSM-15の生存者だと分かった。
各個に航行を続けるように他の艦へ命じてヴェスタルは取舵をとると、すぐに最も近くにいる救命筏の風上へ接近した。そして自らの艦体を遮風壁としたヴェスタルは、内火艇を下ろして筏から生存者17名を救出した。最終的に、さらに15名の生存者が舷側に垂らされた網を安全によじ登ることができた。一連の救助活動によって、士官2名と下士官・兵30名が荒れ狂う海から救い出された。
夕方に中城湾へ到着した後、翌11日の夜明けにヴェスタルは狂暴な台風がもたらした結果を目の当たりにした。再びヴェスタルは痛めつけられた艦艇の修理という任務へ戻ることとなった。

### 退役

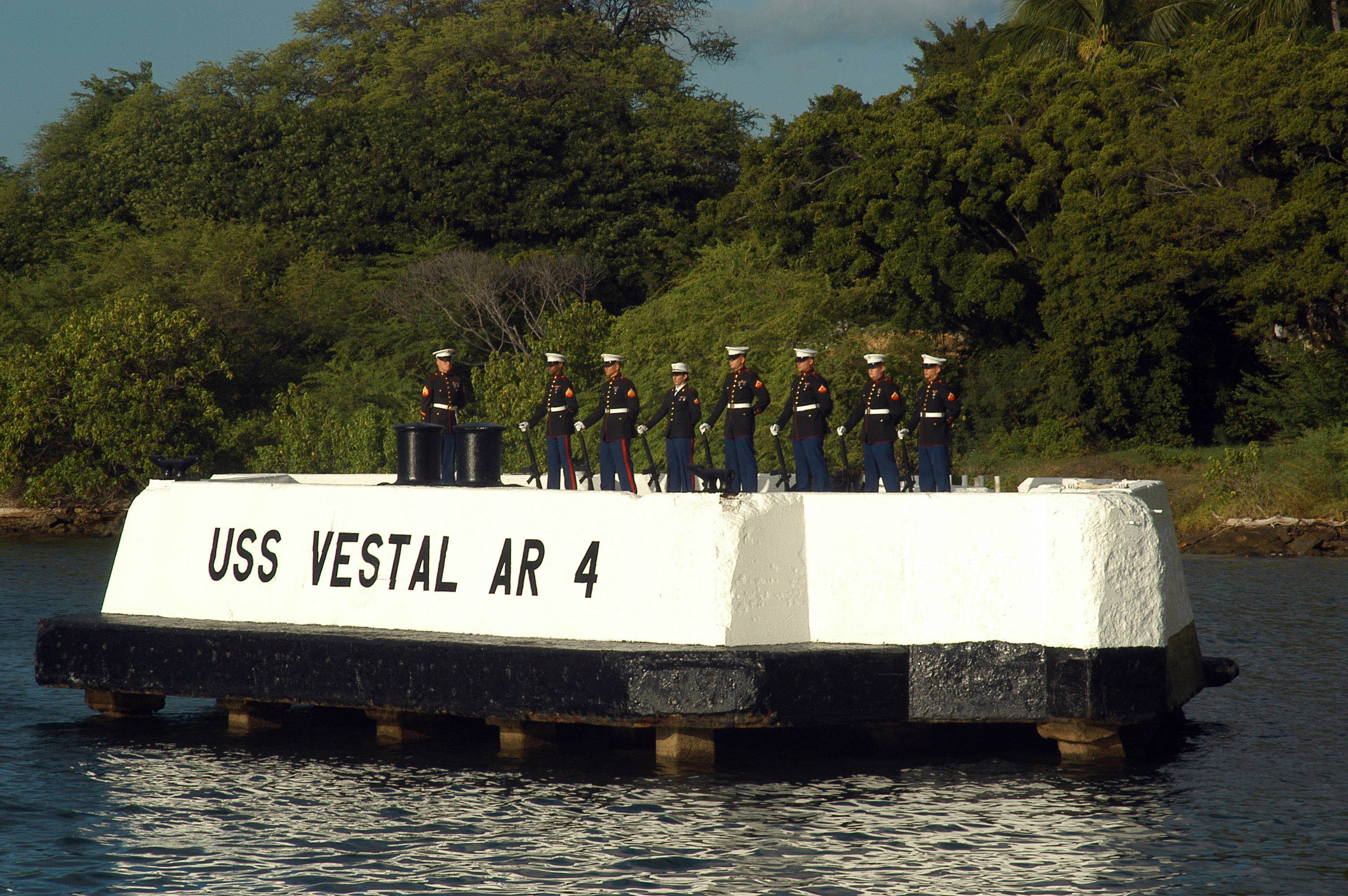
真珠湾にあるヴェスタルの記念埠頭。

ヴェスタルは日本と中国の占領任務支援で活発に行動した後、アメリカ本国へ帰還することになった。廃棄のため第13海軍区へ委ねられる艦艇の退役作業に従事させるために、ヴェスタル自身の退役は先延ばしされた。最終的にヴェスタルは1946年4月16日にピュージェット・サウンド海軍造船所で退役し、同年9月25日に海軍艦艇名簿から除籍された。
2年半の不活性化状態の後、2度の世界大戦で幾多の艦艇を支えたヴェスタルは1950年7月28日にメリーランド州ボルチモアのボストン・メタルズ・カンパニーへスクラップとして売却され、その後解体された。

## 栄典
ヴェスタルは第二次世界大戦の功績で2個の従軍星章を受章したほか、以下の勲章を与えられた。
- 戦闘交戦リボン（英語版）[1]
- メキシコ従軍記章（英語版）[1]
- 中国従軍記章（英語版）[1]
- 第一次世界大戦戦勝記念章[1]
- アメリカ防衛従軍記章・・・「艦隊」略章付き[1]
- アメリカ従軍記章[1]
- アジア・太平洋従軍章（英語版）・・・星章2個付き[1]
- 第二次世界大戦戦勝記念章[1]
- 海軍占領功労章（英語版）・・・「アジア」略章付き[1]

真珠湾攻撃時に艦長のカッシン・ヤング中佐に名誉勲章が、死傷したヴェスタルの乗員にパープルハート章（戦死9、行方不明7、負傷19）が授与された。
またエンタープライズ修理と戦線復帰の功により、ヴェスタルの修理要員がエンタープライズ乗員と共に殊勲部隊章を受章した。